# موتور گلزار هشتوگانی
موتور گلزار هشتوگانی یک منطقهٔ مسکونی در ایران است که در دهستان جازموریان واقع شده‌است. موتور گلزار هشتوگانی ۵۳ نفر جمعیت دارد.